# Зеленче (Хмельницкая область)
Зеленче (укр. Зеленче) — село в Дунаевецком районе Хмельницкой области Украины.
Население по переписи 2001 года составляло 1378 человек. Почтовый индекс — 32408. Телефонный код — 3858. Занимает площадь 4,69 км². Код КОАТУУ — 6821883001.
В селе родился Герой Советского Союза Франц Рогульский.

## Местный совет
32408, Хмельницкая обл., Дунаевецкий р-н, с. Зеленче